# Joseph Maswiens
Joseph Maswiens (Leuven, 19 september 1828 – aldaar, 23 november 1880) was een Belgisch kunstschilder uit de Romantiek, gespecialiseerd in kerkinterieurs.

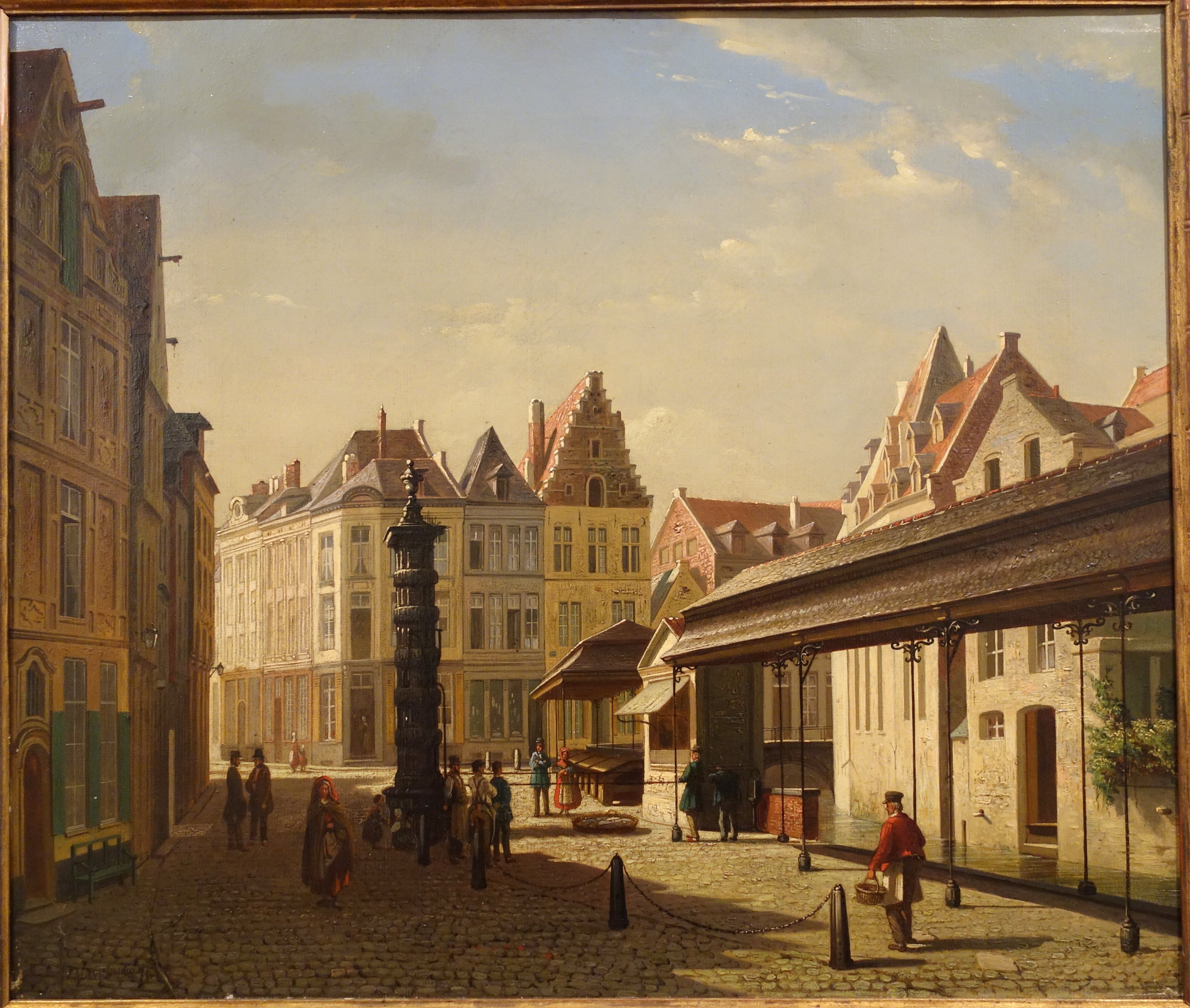
"De Oude Vismarkt", Leuven (c. 1871)

## Genealogie
Zijn ouders waren Jacobus-Joannes-Florentius Maswiens, stoffeerder en winkelier (Leuven, ca. 1804) en Clara Mombaerts (Leuven, ca. 1799). Hij huwde met Marie Peeters en woonde in de Bogaardenstraat, 49 te Leuven (ca. 1865). De zeldzame familienaam Maswiens was gekend in het Leuvense. Een F.J. Maswiens was er drukker tijdens de late 18de eeuw.

## Levensloop
Als kind woonde Maswiens op de Oude Markt 60, waar zijn ouders hun zaak hadden. Maswiens studeerde o.l.v. Victor-Jules Génisson (1805–1860), een schilder gespecialiseerd in kerkinterieurs die in 1840 uit Brussel naar Leuven verhuisd was. Maswiens is ook leerling geweest van de Spaanse romantische landschapschilder Genaro Pérez Villa-Amil (1807-1854). Of dit in Madrid was, of in Brussel waar Pérez Villa-Amil een tijd woonde, is niet duidelijk.

## Oeuvre
Maswiens maakte vooral kerkinterieurs, maar hij is ook auteur van gewone stadsgezichten (‘vedute’) en enkele portretten (zoals "Portrait de Frederick, Comte de Besschoroügh").
Zijn stijl valt onder romantisch-realisme. Hij kende nooit de grote faam van zijn collega’s–veduteschilders François Bossuet, François Stroobant, Jean-Baptiste Van Moer of Yvon-Ambroos Vermeersch; hij was een degelijk meester maar met een eerder beperkte uitstraling, ook omwille van het marginale genre dat hij beoefende.
Zijn schilderij "Interieur van de kathedraal van Segovia" werd in maart 2007 geveild op €700 in het veilinghuis Bernaerts, Antwerpen. een "Interieur van de kathedraal van Segovia" werd in december 2006 geveild op £1.400 bij Wilkinson's auctioneers, Doncaster (UK).

## Maswiens in tentoonstellingen
- Salon 1850, Brugge: "Altaar en communiebank in de H. Sacramentskapel van de Sint-Pieterskerk te Leuven".
- Kunsthalle Bremen 1856, "Zehnten Grossen Ausstellung des Kunstvereins in Bremen"
- Salon 1859, Kortrijk: "In de Sint-Jakobskerk te Leuven" (2x), "Kapel in de kathedraal van Toledo".
- Salon 1861, Antwerpen : “Het tabernakel in de Sint-Pieterskerk in Leuven”, “Binnenzicht in de Capilla de Reyes Nuevos in de kathedraal van Toledo”
- Salon 1865, Kortrijk: "Interieur van de Dominicanenkerk te Leuven".
- Salon 1866, Brugge: "Grafkapel van de familie don Alvaro de Lunoy in de kathedraal van Toledo".
- Tentoonstelling van Levende Meesters 1868, Amsterdam : “De graven van Philibert de Schoone en Margareta van Oostenrijk in de kerk te Brou”
- Tentoonstelling van Levende Meesters 1871, Amsterdam : “Gezicht in de kerk te Brou”
- Salon 1871, Gent : "Ruïnes van het paleis van Karel V in Toledo"
- Tentoonstelling van Levende Meesters 1877, Amsterdam : De kerk der abdij van Averbode in Brabant”
- Salon 1880, Gent : “Koorgestoelte in de abdijkerk van Averbode”.

## Musea
- Brussel, Koninklijke Bibliotheek Albert I, Prentenkabinet: “Stadhuis van Leuven” (litho), “Zaal van het Tafelrond te Leuven” (tekening)
- Gent, Museum voor Schone Kunsten: “Interieur van de kloosterkerk San Juan de los Reyes in Toledo”
- Leuven: meerdere werken